# 원님댁
"원님댁"은 1969년 공개된 대한민국의 영화이다.

## 배역
- 김지미 : 송현감의 아내 역
- 김진규 : 송석주 역
- 허장강 : 이학사 역
- 이낙훈 : 이학준 역
- 전계현 : 월순 역
- 김순철
- 백일섭 : 돌쇠 역
- 안성해
- 김동원 : 왕 역
- 강부자 : 이학사의 아내 역
- 김효진
- 유계선
- 장훈
- 강계식
- 이예성
- 김기범
- 지계순
- 윤일주
- 조덕성
- 임해림
- 박병기
- 박순봉
- 손전
- 최창호